# Szarbia Zwierzyniecka
Szarbia Zwierzyniecka ist ein Dorf in der Gemeinde Skalbmierz im Powiat Kazimierski. Es liegt auf einer Höhe von etwa 204 Metern über dem Meeresspiegel in der Woiwodschaft Heiligkreuz in Polen. Das Verwaltungszentrum der Gemeinde in Skalbmierz ist etwa drei Kilometer in südöstlicher Richtung von Szarbia Zwierzyniecka entfernt. Haupteinnahmequelle des Dorfes ist die Landwirtschaft.